# Halictus adjikenticus
Halictus adjikenticus är en biart som beskrevs av Blüthgen 1923. Halictus adjikenticus ingår i släktet bandbin, och familjen vägbin. Inga underarter finns listade i Catalogue of Life.